# Вендетта (альбом)
«Венде́тта» — четвёртый студийный альбом российской певицы Земфиры. Он был выпущен 1 марта 2005 года и стал первым релизом певицы в сольном статусе. Его запись проходила в течение 2004 и 2005 годов в сотрудничестве с Игорем Вдовиным, Корнеем, Владом Креймером, Олегом Пунгиным и Юрием Цалером. Первоначальной концепцией было создание авангардной электронной записи, но позже Земфира устала от работы со звуком и добавила в альбом много рок-композиций, которые были записаны в последние два месяца работы над пластинкой. Сначала диск планировалось назвать «Нефть», но за несколько дней до его выхода певица изменила название.
«Вендетта» стала экспериментальной записью, одну часть которой составили электронные композиции, а другую — рок-песни. В жанровом отношении диск включает также хард-рок, трип-хоп, брит-поп, диско и синти-поп. Земфира описала его звучание как эклектичное. Тематически альбом был назван очень личным, интимным и откровенным. Сама Земфира описала пластинку, как «период непонимания», в течение которого она «что-то искала».
«Вендетта» была положительно оценена большинством музыкальных критиков, которые назвали его вторым «взлётом» Земфиры после её дебютного альбома. С пластинки было выпущено два успешных радиохита — «Небомореоблака» и «Прогулка», — которые попали в лучшую пятёрку российского радиочарта. Сингл «Итоги» достиг 22-го места в чарте.
«Вендетта» получила награду «Рекордъ» 2006 года и была признана самым продаваемым диском 2005 года в России. Проданный тираж, по разным данным, составляет от 250 до 500 тысяч экземпляров. В поддержку альбома Земфира выступала на фестивале «Максидром» в 2004 и 2005 годах, а также в 2005 году провела концертный тур.

## Предыстория и запись альбома
В 2004 году Земфира работала над записью саундтрека к фильму Ренаты Литвиновой «Богиня: как я полюбила». В это время началось сотрудничество певицы с композитором и аранжировщиком Игорем Вдовиным. Сама артистка говорила, что познакомилась со Вдовиным задолго до совместной работы, когда проходили её концерты в Санкт-Петербурге. Первым итогом сотрудничества стала песня «Любовь как случайная смерть», вошедшая в саундтрек к фильму. Рассказывая, как проходило создание композиции, Земфира отметила, что у неё неоднозначное отношение к данной работе: «Мне стало интересно, как это, в принципе, делается — когда Игорь выдал гармонию, а мне оставалось лишь написать мелодию и текст. В результате ему бы я поставила четыре с плюсом, а себе — три. Вообще мне кажется, что Игорь лучше работает сольно», — говорила Земфира. Несмотря на то что первый опыт сотрудничества певицу не устроил, Игорь был впоследствии привлечён к работе над новым диском. Земфира объясняла, что до этого Вдовин дал ей прослушать свой альбом «Гамма» и она под впечатлением от услышанного сказала: «Да, Игорь, как только у меня появится песня, я тебе её привезу. Да, я очень бы хотела с тобой поработать».
Первоначальной идеей было создание авангардной электронной пластинки, на которой Земфира выступила бы скорее как приглашённая вокалистка, но позже эта концепция была отброшена. В интервью газете «Коммерсантъ» Земфира рассказала о причинах смены концепции:

Все это осталось, не кануло в лету, те варианты песен действительно неплохие, но я не согласна с таким прочтением. Из наших совместных работ на альбоме те, с которыми согласны и Игорь, и я. Мы, каждый по отдельности, сольные исполнители. И с кем бы Игорь ни сотрудничал, лучшими работами будут его собственные. То же я могу сказать и про себя.— Земфира
Также певица отмечала, что её спровоцировало на перемену концепции то, что стали появляться рок-композиции. Одним из катализаторов их появления стал альбом «Долгая счастливая жизнь» группы «Гражданская оборона», который Земфира прослушивала в течение нескольких недель. Она позвонила Вдовину и объяснила ему ситуацию: «Я посидела, подумала, позвонила Игорю и сказала: вот такая история, вот потащило меня в эту сторону. Мне сложно себя в этом упрекнуть, я же не специально. Я не нарочно, просто совпало… Возможно, из-за того, что мы с Игорем давно работаем, мне стало этого не хватать. Поэтому я позвонила своим рок-товарищам из „Мумий Тролля“ — и считаю, что мы с ними отлично записались». Во время проведения онлайн-конференции на Lenta.ru Вдовин сказал, что тем не менее остался доволен работой с Земфирой. «…Мы отлично поработали. Земфира необыкновенно талантлива и музыкальна. Про аранжировки не знаю, просто Земфира решила, что будет так, ведь это её творчество», — говорил Игорь.
…Мастер-диск я изготовила за четыре дня до релиза. Конечно, я могла сделать ещё лучше. Но специально, чтобы у меня не было второго или третьего шанса, я назначила себе дедлайн — 1 марта. На этой пластинке — те первые варианты песен, которые мы успели сделать. Когда я работала над предыдущей, только на редактирование отдельных партий у меня ушло два месяца — там даже с лупой ни одного неровного места не найдёшь. В этот раз все было по-другому. Музыканты играли с похмелья? Я оставляю этот дубль! Передо мной стояла задача максимально передать настроение. Эта расхлябанность и небрежность для меня связаны со словом «рок». Я устала редактировать, мне захотелось сыграть просто: собираются четыре человека в одной комнате, фигачат — и вот оно, рождается из воздуха.
Запись альбома проходила вплоть до последних дней перед релизом пластинки. Кроме Земфиры над ним работали Игорь Вдовин, Корней, Юрий Цалер и Олег Пунгин. Певица отмечала, что она позволила себе много экспериментов и часто спорила с издателями по поводу записи. По её признанию, некоторые песни делались специально именно в таком ключе, чтобы их не взяли на радио. Также Земфира выделила то, что на «Вендетте» проявилась её уникальная мелодика. «…У меня, Земфиры, есть своя мелодика. Это какие-то ходы, химические реакции в голове, личные представления о мелодике, они не могут трансформироваться. Почерк, если хочешь. И ещё один важный момент: я оставила много голосов, которые спела дома и отказалась перепевать в студии. Я так хочу — и считаю, что имею такое право. Что касается аранжировок, то с ними всё должно быть в порядке. С одной стороны, Игорь — очень сильный аранжировщик, с другой стороны, „Мумий Тролль“ — очень проверенные артисты», — объясняла певица.
Тем не менее певица говорила, что в итоге у неё не получилась цельная концепция из-за привнесения рок-музыки в запись: «В общем, была идея концептуальной, законченной работы, абсолютно отличной от того, что было раньше, но, получается, я её не дотянула». При записи пластинки было использовано много «домашнего» вокала. Певица также отмечала, что большинство песен были записаны в студии, но она сознательно не включила эти версии. Рок-композиции были записаны в последние два месяца работы над диском, и, по словам артистки, ей «не пришлось с ними возиться, — в общем, собрались, всё отметелили. Я не редактировала ничего в этот раз в компьютере, и песни вошли в альбом в том виде, в котором мы их сыграли».
По словам Земфиры, большую роль в изменении записи сыграла её усталость от работы с электронным звуком. «В новых песнях мне удалось избавиться от лишнего в аранжировках. Пластинка довольно минималистичная, есть совсем пустые фактуры. Вследствие определённой усталости мне захотелось сыграть просто рок-песни, чтобы не приходилось много корректировать», — говорила певица. Земфира отмечала, что не считает себя продюсером нового альбома. По её словам, многие песни были просто сыграны так, как музыканты певицы играют их на концертах, и большую роль в записи сыграли звукорежиссёры и сами музыканты.

## Переговоры с лейблом и продвижение
Перед релизом в течение месяца Земфира вела переговоры с лейблами о покупке прав на издание пластинки. В итоге певица остановила выбор на REAL Records. В интервью «Коммерсанту» Земфиру упрекнули в том, что она стала работать с компанией, входящей в структуру, «которая сейчас в России вместе с „Первым каналом“ и „Русской медиагруппой“ формирует сегодняшнюю государственную идеологию». На это Земфира ответила тем, что в России нет лейблов, не завязанных на идеологии. При этом, по её мнению:

Когда настало время выгодно пристроить альбом, я провела месяц в переговорах. Real Records предложил самые нормальные условия — вот всё, что я об этой компании знаю. Что касается идеологии, то в этом контексте сейчас можно рассматривать всё: бизнес, шоу-бизнес, кино! У нас стали снимать фильмы-агитки, которые оплачивает государство, «Личный номер», например… Я же, как человек аполитичный, считаю лишь, что заключила хорошую сделку. Мы пришли к соглашению даже не столько с Real Records, сколько с Константином Эрнстом… Я не знаю, что там по его поводу говорит общественное мнение, я просто знаю Костю шесть лет, и он ни разу не попросил меня ни о чём, что противоречило бы моим принципам.— Земфира
В 2004 году началось продвижение релиза. 20 мая песня «Небомореоблака», записанная в лёгкой электронной аранжировке и ставшая первым синглом с альбома, была размещена на радиостанциях через систему Tophit. Композиция стала радиохитом, заняв второе место в составляемом этой компанией чарте Airplay Detection Tophit 100 (также его называют российским радиочартом). В июне Земфира исполнила её на фестивале «Максидром», где выступила совместно с Корнеем и музыкантами группы «Мумий Тролль».
Вторым синглом была издана песня «Прогулка». Земфира рассказывала, что первоначально принесла песню на «Русское Радио». «Я принесла на „Русское Радио“ песню „Прогулка“… Мне кажется, проще я написать не могу. И её не взяли, то есть взяли в какое-то „неформатное“ время. С формулировкой „слишком модная“. Я хохотала минуты три. Объяснения такие: мы не работаем для Москвы и Санкт-Петербурга — наша аудитория в деревне, в глубинке. Это настолько нелепо», — говорила певица. Несмотря на то что песню назвали «неформатной», она стала вторым радиохитом, заняв пятое место в российском радиочарте. Видеоклип на композицию был снят Ренатой Литвиновой уже в августе 2004 года, хотя песня поступила в ротацию в декабре. Сотрудничество двух артисток продолжилось как своеобразный обмен. После записи саундтрека Рената Муратовна поинтересовалась размером гонорара, а Земфира предложила: «…Не знаю, сколько это может стоить, а вот не снимете ли вы мне клип? Я вам песню, вы мне клип». Певица призналась, что осталась довольна результатом. Литвинова также срежиссировала видеосопровождения к песням «Блюз», «Самолёт», «Итоги». В продвижение альбома были изданы ещё два сингла: «Итоги» в специальной радиоверсии и «Так и оставим». «Итоги» достигли 22-го места в чарте, «Так и оставим» — только 148-го.
С 2005 года Земфира осуществляла концертный тур в поддержку «Вендетты». Ещё до релиза певица сообщила, что не планирует масштабных гастролей, поскольку не имеет постоянного состава музыкантов и хочет «растянуть удовольствие», к тому же она не испытывает финансовых трудностей и может «не опускаться из-за денег до чёса».
Турне стартовало 10 мая концертом в Петрозаводске. Оно было знаменательно тем, что состоялось ровно через шесть лет после выпуска дебютной пластинки. «Свет, грохот, режущие слух звуки мегафона, крики, ажиотаж, волной народ подался штурмовать ограждение, которое не было приспособлено к такой атаке», — описал начало выступления журналист Fuzz. Он сравнил движения певицы с манерой Дэйва Гэана, а также рассказал, как перед исполнением песни «Скандал» она появилась с большим розовым шариком и заявила: «Как вам это? Это моя новая голова». В честь прошедшего праздника Рамазанова спела песню «Тёмная ночь».

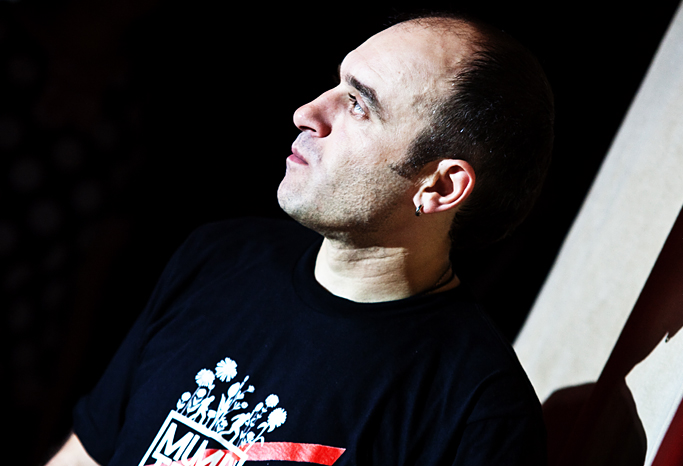
Олег Пунгин («Мумий Тролль») исполнил партии ударных на альбоме

С новой программой и обновлённым составом в лице сессионных музыкантов Бориса Лифшица (ударные), Андрея Звонкова (гитара) и Владимира Корниенко (бас-гитара) Земфира посетила ряд городов ближнего и дальнего зарубежья. В составе группы также гастролировал диджей, поскольку «большинство песен с нового диска „Вендетта“ содержат электронные вставки». Помимо сольных концертов Земфира выступала на музыкальных фестивалях. 21 мая Земфира приняла участие в «Максидроме», где исполнила получасовой сет из песен, входящих в альбом. Как и год назад, Земфира открыла выступление песней «Небомореоблака», только в новой, «тяжёлой» аранжировке. 26 июня должен был состояться электронный сет на «Мегахаусе» в «Лужниках», но певица отменила его, хотя и появилась на мероприятии, чтобы исполнить «Прогулку». 24 июля она сыграла на закрытии фестиваля «Крылья».
Концерт в Санкт-Петербурге состоялся только 5 ноября; на нём Земфира исполнила песню The Beatles «Let It Be». Завершающей точкой тура был концерт 23 декабря в Москве, в ДК Горбунова; в нём принял участие джазовый музыкант Анатолий Герасимов, игравший на флейте в песнях «Прости меня, моя любовь» и «Синоптик». В тот день певица совершила свой первый прыжок со сцены в толпу. Материал, записанный в ходе этого турне, был издан на альбоме «Земфира.Live», который, по словам Бориса Барабанова, запечатлел «недолгое существование одного из самых мощных концертных составов в отечественном рок-н-ролле».

## Название альбома и релиз
В интервью программе «Аргентум» на радиостанции «Эхо Москвы» Земфира рассказала, что рабочим названием альбома в течение полугода было «Нефть», но буквально за несколько дней до выпуска певица услышала слово «вендетта» в фильме «Настоящая любовь» и решила изменить название. По её словам, если бы название не «пришло» к ней, она бы оставила прежнее название, но слово «вендетта» нравится ей больше. Она описывала его как «красивое и сильное» и отмечала, что оно больше «клеится» к пластинке. Певица также добавила: «…Я написала рядышком „Земфира. Вендетта“, и эти два слова — они друг на друга работают, мне кажется». При этом Земфира отмечала, что не хотела называть диск по какой-либо одноимённой песне: «Ну, это совсем такой, удар в лоб, мне вообще не нравятся такие очевидные ходы, альбом „Небо, море, облака“, и я, значит, такая вся в облачках. Это самый очевидный путь, и я, конечно, никогда не пойду таким путём». Максим Кононенко спрашивал у певицы в интервью, почему она выбрала такое «кровавое» название для пластинки. Земфира утверждала, что такая интерпретация слова «вендетта» связана с его многозначным значением, в число которых входит и понятие «кровная месть». Самой артистке больше нравится перевод слова, как «воздаяние».
Земфира также рассказала в передаче «Аргентум», что сама написала пресс-релиз к диску, в котором стала именовать себя сольным исполнителем. «Так вот, альбом этот мною выпущен впервые в качестве сольного исполнителя, потому что группы больше нет. Я приняла решение принципиальное, что буду впредь именовать себя сольным исполнителем. В альбом вошло 15 песен, из которых две находятся в разряде бонус-треков, ну, соответственно, 13 программных. Песни написаны и записаны мною в течение года», — объясняла исполнительница.

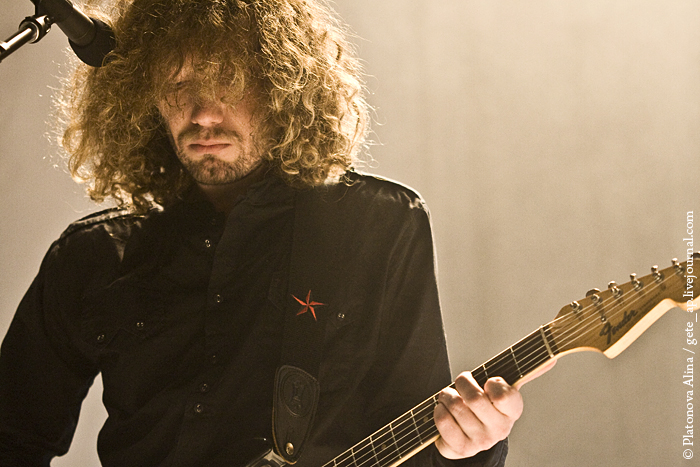
Юрий Цалер («Мумий Тролль») исполнил партии гитары на альбоме и выступил с Земфирой на его презентации

1 марта состоялся релиз «Вендетты» и его презентация в Москве, в галерее Art-Play. Проведя пресс-конференцию, певица появилась на сцене с мегафоном в руках под звуки утяжелённой версии «Небомореоблака». Она исполнила десять новых песен из альбома. Борис Барабанов из «Коммерсанта» писал, что «после „Неба“ Земфира спела композицию „Дыши“ с фрагментом „Every Breath You Take“ Police, а также хард-рокового „Малыша“, лиричного „Друга“, хитовую „Прогулку“, грустные „Самолёты“, нерусский рок-н-ролл „Дай мне руку“, суицидальный пост-панк-сёрф „Повесица“ (так на обложке CD), диско „Разные“ и блюз „Блюз“». Также была исполнена кавер-версия песни «Creep» группы Radiohead и сет прошлых хитов (по настоянию публики). Выступление сопровождалось видеонарезкой с участием Аллы Пугачёвой, поющей на фестивале «Песня года», и чиновников, показанных на Первом канале российского телевидения.

## Тематика альбома
Сама Земфира говорила лишь то, что «Вендетта» больше построена на настроении песен, которое она старалась максимально сохранить при записи. Критики позже назвали альбом очень личным и откровенным. На Music.com.ua отмечали, что «Земфира остаётся мастерицей пронзительных лирических откровений, только они немножко повзрослели, смягчились, сбросили колючки категоричности и проросли потеплевшими интонациями. По-новому задумчивая, сосредоточенная, испивающая каждое состояние до дна, исследующая стилистические и эмоциональные крайности — такой предстаёт Земфира». Соня Соколова писала, что при анализе текстов песен можно сделать вывод, что лейтмотивом работы является тема расставания. «Весь этот альбом — о прощании, уходе, расставании без сожаления», — посчитала журналистка. На Km.ru было отмечено, что на этом диске Земфира стала писать как никогда откровенно, «раскрыла и вывернула наизнанку свою душу, показала, чем живёт, кого любит, а кого ненавидит». В издании писали: «„Вендетта“ — роман о человеческой жизни, в котором каждая песня живая, каждая песня дышит и заставляет каждый раз по-новому переживать чужую жизнь, чужую боль. Её жизнь и её боль». По словам Майкла Баева из журнала Fuzz, на «Вендетте» Земфира достигла «пределов самоуглублённости».
«Вендетта» — это пятнадцать рассказов о периферии. О периферии географической, о периферии душевной, о периферии интеллектуальной. Земфира где-то сбоку, она просто рассказывает о себе, и шокирующе простой мир одной из главных поп-звёзд страны оказывается абсолютно неотличим от мира любого вчерашнего школьника, нынешнего студента, завтрашнего лузера, последовательно и неотвратимо идущего к кризису среднего возраста, тихому алкоголизму, разводу, сериалам про ментов/антибиотиков, потрёпанным «Жигулям» и размышлениям о том, какая же всё-таки сволочь этот Абрамович…
Алексей Вишня посчитал, что на «Вендетте» раскрылся дар певицы разговаривать с поколением на одном языке. «Секс, наркотики и смерть, утопленная в синьке разлука — прекрасные источники вдохновения. Весь альбом пропитан ненавистью, в воздухе топором висит нервозный каприз», — отмечал Алексей. Антон Марцинкевич на Krasland.ru говорил о том, что диск получился очень интимным. По его мнению, «все треки поражают своей интимностью, как будто Земфира записала песни на кассету и отдала послушать своему любимому парню или подруге. Она не замечает ничего вокруг и при этом подмечает все детали происходящего здесь. Ей, по сути, глубоко плевать на тех, кто будет слушать эту пластинку, а особенно на мнения этих самых людей. Несомненно гениальная особенность — вот так творить ничего не замечая».
Песня «Небомореоблака» была названа «псевдосоциальной». Дмитрий Якушев в «Лефт.ру» писал о песне: «Земфира не произносит манифестов, не обличает, не призывает к революциям, она, как и положено настоящему художнику, рисует образ, который говорит о мире, в котором мы живём понятнее и убедительнее всяких лозунгов». Автор также отмечал, что основной посыл песни направлен против существующих порядков шоу-бизнеса, а упоминание певицы Валерии в песне являлось собирательным образом, о чём сама Земфира многократно заявляла в интервью: «Просто, когда писалась песня, певица Валерия рекламировалась особенно широко и навязчиво», — отмечал Якушев. Земфира говорила, что хотя, вероятно, эти строки сочтут «вендеттой» по отношению к Валерии, сама она не испытывает к певице подобных чувств. В «Прогулке» певица обращается к «беззащитно-натуралистическим откровениям», использовав фразу «мои колени замёрзли». На Km.ru писали, что «каждая девушка испытывала это ощущение, но ни одна до сих пор не догадалась облечь это переживание в столь непритязательную форму».
После выпуска альбома «Спасибо» Земфира связала его тематику с пластинкой «Вендетта». По словам артистки, «если „Вендетта“ была неспокойной, я что-то искала, то здесь — нашла. Взаимосвязь между этими альбомами — как между альбомами Queen A Day at the Races и A Night at the Opera. Период непонимания — период понимания».

## Музыка и тексты песен
Сама Земфира назвала альбом эклектичным по звучанию. В интервью «Русскому Newsweek» артистка сказала о музыкальном разнообразии пластинки так: «Пёстрый альбом. Много стилей — блюстители чистоты жанра будут ругать. Архаичный рок, даже блюз и электронные аранжировки. Я человек широких взглядов — мне так захотелось». Борис Барабанов писал, что проще всего назвать альбом ро́ковым, так как «звучание гитар и вправду никогда прежде не было на её пластинках таким тяжёлым и пафосным». Тем не менее после прослушивания критик отметил, что в роковом ключе выполнено только четыре песни («Небомореоблака», «Дай мне руку», «Малыш» и «Повесица»). С другой стороны, он посчитал, что «с тем же успехом пластинку можно описать как подборку „грустных лирических пьес“, изредка прерываемых рок-н-роллами». Константин Баканов из «Новых известий» отметил, что в альбоме акцент сделан на музыку и что в нём проявились музыкальное разнообразие, непредсказуемость и «повзрослевшие» темы в лирике. Алексей Мажаев в «Музыкальной правде», в свою очередь, писал, что «Вендетта» — это своеобразный пазл, которой «каждый может собрать самостоятельно из красивых мотивов, проникновенных стихов, электронных звуков, сменяющихся тяжёлым роком». Сергей Степанов из Rol.ru утверждал, что «Земфира охотнее обычного разбрасывается аллюзиями и гиперлинками, так что доходит до смешного: на альбоме поочерёдно гостят мелодия The Police, барабанная петля из Radiohead и гитарный рифф имени, подумать страшно, Foo Fighters».
Мне кажется, о текстах нет смысла говорить. Потому что тексты — это твои какие-то жизненные позиции, представления, настроения на данный момент, зафиксированные именно в этих предложениях. А что там сказать? Может случиться так, что написал — а уже минуты через три не согласен. Настроение поменялось. Очень не люблю править свои тексты, потому что тогда можно всё исправлять — начиная с первой буквы и заканчивая последней точкой.
О текстах песен альбома Земфира говорила в интервью Toppop.ru, что не может их описать: «Мне сложно говорить о текстах. О музыке ещё могу размышлять — есть блюз, есть электроника, а с текстом сложнее: что хочешь, то и говоришь. Нету сленга на этом альбоме». В интервью Fuzz певица уточняла, что тексты её песен стали более лаконичными. Она отмечала, что появилась тенденция к лаконичности, так как ей не нравится лишнее ни в музыке, ни в тексте. Земфира уточняла, что она не любит тексты, построенные на «бесконечных прилагательных», и считает, что это «вода». «И очень трудно порой через эти прилагательные добраться до сути. Продираешься, выходишь к какому-то дереву, — а оно лысое, там ничего нет. Что для меня наиболее значимо в тексте? Конечно же, настроение. И в музыке тоже», — говорила артистка.
В интервью порталу Zvuki.ru певица рассказала, что в одной из песен на альбоме есть цитата из Led Zeppelin, но не уточнила, в какой именно (ранее Земфира уже использовала рифф указанной группы в песне «Трафик»). «Я, конечно, прослушиваю альбом до того, как он выходит в мир, и не один раз. Более того, на нём опять присутствует цитата из „Led Zeppelin“! Это не секрет, хотя она гораздо скромнее и очень гармонично вписалась в аранжировку. Это единственная намеренная цитата, и я, безусловно, понимала, что имела в виду, когда её включила. Некий отсыл к той композиции, к той песне, тому настроению, тем словам», — рассказала Земфира.
«Небомореоблака»
Первоначально песня была записана в лёгкой электронной обработке и выпущена на радио, но для альбома была сделана другая аранжировка. Земфира объясняла:

…Я долго искала аранжировку для этой песни, у этой композиции очень много аранжировок, есть совсем, кстати, электронные, то, что вы называете ремиксами. И вот, я где-то месяц назад, наверное, обнаружила эту аранжировку, мы её очень быстро сделали. Мне кажется, получилось хорошо, потому что я буду ею открывать концерты, она открывает диск — она во всех смыслах очень удобная.— Земфира

Алексей Мажаев отмечал, что песня открывается «прямолинейными хард-роковыми звуками». Капитолина Деловая писала, что от первоначальной версии песни на альбоме не осталась и следа, а новая аранжировка напоминает о Korn, Nine Inch Nails и Rammstein. «К „мессиджевой“ песне попримеряли много „шапочек“ — самой уместной оказался спаянный Цалером—Пунгиным альтернативный звук», — уточняла Капитолина. Композиция также известна своей фразой 
Эти серые лица не внушают доверия.
Теперь я знаю, кому поёт певица Валерия.
 В песне также имеется строчка: «Мои мама и папа превратились давно в телевизоры». Земфира говорила, что её мама спокойно восприняла стихи: «Мама ничего против этой строчки не имеет, более того, она так себя и позиционирует, что „я, ты же знаешь, я все время в телевизоре!“ Вот». Евгения Пищикова обратила внимание на сходство с названием фильма «Небо. Самолёт. Девушка» и близость их идеи, которая заключается в «конфликте певца и толпы, двойной жизни одарённого человека».
«Дыши»
Песня «Дыши» записана с «живыми» барабанами (Олег Пунгин), гитарой и басом (Корней) и Moog (Земфира). Алексей Мажаев посчитал, что песня начинается чересчур монотонным запевом, но «со слов „и не держи, мне известны все твои уловки“ следует кусок красивейшей мелодии». На Apelzin.ru отметили, что композиция напоминает «В рейс» «Мумий Тролля», «только тов. Лагутенко куда-то улетал, а тов. Земфира прибывает». Было также сказано, что строчка песни «твой аналитик просто блядь» является самой запоминающейся на альбоме. В целом песня была описана как «собрание несоответствий. Прямой посыл „я всё равно вернусь“ и, в довершение, проигрыш а-ля Interpol».
«Итоги»
Алексей Мажаев писал, что в «Итогах» «на созданный с помощью Влада Креймера электронный каркас нанизан текст столь точный и трогательный, что экспериментальность саунда отходит на второй план: „Я ухожу, оставляя горы окурков, километры дней, миллионы придурков…“». Корней исполнил в песне партии гитары, бас-гитары и меллотрона. Также он и Влад Креймер отвечали за аранжировку и программинг. Капитолина Деловая охарактеризовала композицию как «лёгкий» трек, под который «хочется улыбаться, танцевать и тянуться вверх…». Отмечалось, что песня «сыграна в ритме энергичной пешей прогулки». Тема стихов песни была выделена как одна из самых взрослых на альбоме: «Хулиганка и „девочка-скандал“ заметно взрослеет и подводит определённые итоги (см. название трека). Текст максимально честный, максимально отражающий прошлое, настоящее, будущее».
«Так и оставим»
«Так и оставим» — гитарная баллада и первая из трёх песен, созданная совместно с Игорем Вдовиным. Капитолина Деловая назвала песню «гитарно-электронной рапсодией неимоверной красоты и силы». По её словам, при прослушивании создаётся ощущение, что «перед тобой за несколько минут разворачивается и сворачивается Вселенная». Также отмечалось, что гитара в песне отсылает к работам Найка Борзова, а в конце появляются вокальные аллюзии на Radiohead. Как такового припева в песне нет, но он был заменён на «невероятный брит-поповый вокализ».
«Самолёт»
Песня «Самолёт» была описана как «поток сознания, меланхоличная бубнилка, чужие откровения, которые можно слушать, можно не слушать, но от них не удастся отвертеться». Её текст Земфира сочинила в самолёте по маршруту Москва — Киев за три минуты, в течение которых стюардесса проводила инструктаж пассажиров. В песне также присутствует арфа (партия записана Валентиной Борисовой). В тексте песни появляются строчки, похожие на литературную классику: «Белеет парус одиноко, дурачок». Алексей Мунипов писал, что «Самолёт» — это «одна непрерывная лихорадочная строка, переломанная астеническим ритмом». Александр Беляев в издании «Время новостей» писал, что песня напомнила ему «разреженный минималистичный авантпоп в духе Бьорк». По словам Земфиры, в песне она намеренно ушла от формы «куплет-припев», так как ей хотелось, чтобы композиция развивалась как рассказ. В песне также записано дыхание племянника певицы Артёма: «Он гостил у меня в Москве, мотался по студии, я работала и вдруг отвлеклась на какой-то звук — он стоял и сопел. Решение пришло тут же. До этого я пыталась дышать сама, и у меня выходило слишком ритмично», — рассказала Земфира.
«Дай мне руку (я пожму её)»
В песне преимущество звучания отдано рок-н-рольной гитаре (Корней). Работа была названа очень «стадионной», а также отмечалось, что «произведение кажется преувеличенно задорным для этого альбома». Тем не менее в песню были включены и лирические, «замедленные, вкрадчивые фрагменты». По выражению Семёна Кваши, в ней Земфира «передаёт привет Жанне Агузаровой». Земфира описала песню как «очень концертную». По её признаниям, первоначально она не хотела включать песню в альбом, но она давно думала «о таком наглом риффе, что называется „в лоб“». Артистка уточняла: «Я уцепилась за этот рифф и быстро написала текст. Возможно, присутствие таких песен говорит о том, что я соскучилась по концертам».
«Блюз»
В интервью Гуру Кену Земфира упомянула, что песня является её первым блюзом и он сделан по всем канонам жанра:

Я, в принципе, их [блюзовые песни] никогда не любила. Ещё в училище нас всех заставляли их слушать, играть. Есть какие-то традиционные блюзовые формы, двенадцатитактовые, минорные, мажорные… Именно за традиционность и не любила. Но, вероятно, как-то во мне накопилось — и получился первый в жизни блюз. Хотелось сделать его как можно более архаичным, чтоб был старый звук барабанов…— Земфира
Песня записана в тональности Фа минор, в размере такта в 2/4. Мелодия выполнена с блюзовыми интонациями. Основная аккордовая последовательность: Fm — Fm/Eb — Db — Eb. Алексей Мажаев посчитал, что по аранжировке песня получилась почти блюзовой, но мелодически она напоминает композицию «Бесконечность» из альбома «Четырнадцать недель тишины». Капитолина Деловая отметила, что песня всё же является нетипичным блюзом. Она отметила связь «Блюза» с песней Земфиры «Небо Лондона», а также то, что в композиции показан широкий диапазон голоса певицы. Александр Беляев отмечал, что партию клавишных в песне исполнил джазмен Иван Фармаковский.
«Прогулка»
«Прогулка» — это электронная, танцевальная композиция. Аранжировку и программинг песни выполнил Игорь Вдовин. Сама Земфира отнесла песню к жанру поп-музыки и добавила по поводу аранжировки: «Мне нравится эта версия. Такая, совсем непринуждённая, и, мне кажется, там красивые электронные звуки скрипки. Мне кажется, это уместная версия». В интервью сайту Timeout.ru певица говорила, что по настроению песня позитивная, но в целом она не отражает настроение всего альбома.
«Друг»
Песня выполнена в виде электронной баллады, по мнению Алексея Мажаева, более напоминающей электронный романс. Капитолина Деловая описала песню как «электронную балладу светлой и чистой печали. Собственно: Земфира плюс Корней (творческо-компьютерный тандем)». Над песней также работал Игорь Вдовин. Программинг песни был выполнен Земфирой, Корнеем и Вдовиным. На Apelzin.ru композицию описали, как «электронную сагу в форме просьбы мифическому другу, которого певица призывает вернуться».
«Жу́жа»
Песня записана с акустической гитарой, струнными (Земфира), vst-басом, меллотроном, гитарой и электронными ударными (Корней). Соня Соколова на Zvuki.ru писала, что произведение «показывает очень грустную, очень далёкую, красивую электронную картинку: в этой песне появляются воздух и простор». Алексей Мажаев отметил, что в песню включено несколько «пар восхитительных рифм и образов», как, например: «мы растворяем друг друга, Жужа, как кислота или что хуже».
«Малыш»
На Apelzin.ru посчитали, что песня сделана в стиле «прежней» Земфиры. В композиции использована тяжёлая, хард-роковая гитара (Юрий Цалер) и живые барабаны (Олег Пунгин). Алексей Мажаев утверждал, что здесь Земфира «вновь ловко переходит от рубленого хард-рока к небесной красоты музыкальным фразам».
«Повесица»
Рок-композиция, описанная как программное заявление со строчкой «Фонарь, верёвка, лестница». Припевы были названы маршевыми.
«Красота»
В основе песни лежат партии фортепиано и струнных. Алексей Мажаев отмечал, что «„Красота“ перекликается с „Самолётами“, только здесь мало слов, но много музыки почти камерного толка: примечательна спевка фортепиано с электронными клавишными». На Apelzin.ru песню посчитали отсылкой к «трип-хоповому Portishead» и отметили её настроение «светлой грусти». «Одна-единственная размытая дождём фраза на фоне меланхолично мерцающих клавиш», — писали о песне на Music.com.ua.
«Разные (все такие)»

Об идущей первой в списке бонусов композиции «Разные (все такие)» Земфира сказала, что это «песня-шутка». На вопрос, почему такая «лёгкая и весёлая» композиция вошла на альбом лишь в качестве бонус-трека, певица ответила, что «она могла быть, а могла и не быть». По словам Дениса Ступникова, в ней музыкант выражает презрение к «мелочным духовным запросам наших современников». Алексей Мажаев отметил, что в песне простой припев, и привёл в пример строчки песни: 
И все такие разные,
счастливые-несчастные,
на этих самых разностях построен этот мир.
Подумала и взвесила,
и грустно мне, и весело,
и даже эта песенка найдёт себе эфир.
 В песне использован слэп-бас. На Km.ru отмечали, что песне свойственен «принцип равнодушной каталогизации», известный по творениям Василия Шумова (из группы «Центр»), а также присущий «Бошетунмаю» Виктора Цоя. «В 80-х эти исполнители зарифмовывали всё подряд, пытаясь создать всеобъемлющий срез объективной реальности. Земфира действует тем же методом, рисуя обобщённый портрет нашего современника», — писали в издании. Также было отмечено, что в песне присутствует «сочетание басового соло с клавишами a-la саундтрек к фильму „Игла“ в проигрыше».
«Jim Beam (Уфа 97)»
«Jim Beam» — перезаписанная старая композиция Земфиры 1997 года. Капитолина писала о песне: «Хотите увидеть Земфиру в самом начале? Ещё до того, как её подсадили на гитары и обозначили рокапопс-посылы первого альбома? Уфа, 97-й год, 20-летняя Земфира и компьютер, один на один. И хоть бы кто сейчас сделал что-то едва сопоставимое… это вряд ли детское, но трогательное до невозможности».

## Реакция критики
| Оценки критиков        | Оценки критиков |
| Источник               | Оценка          |
| ---------------------- | --------------- |
| Apelzin.ru             | [ 58 ]          |
| Fuzz                   | (положительная) |
| Km.ru (женский взгляд) | (положительная) |
| Km.ru (мужской взгляд) | (смешанная)     |
| Music.com.ua           | (9/10)          |
| Rol                    | (положительная) |
| RS Russia              | [ 70 ]          |
| Афиша                  | (положительная) |
| БелГазета              | [ 71 ]          |
| Ведомости              | (положительная) |
| Итоги                  | (положительная) |
| Коммерсантъ            | (положительная) |
| МК                     | (положительная) |
| Музыкальная правда     | (положительная) |

### Профессиональная критика
Андрей Бухарин в журнале Rolling Stone поставил «Вендетте» четыре звезды и назвал «довольно серьёзной работой, впервые оказавшейся непохожей на то, что Земфира делала раньше». Критик одобрил её решение сменить концепцию, поскольку «Вдовин не Уильям Орбит, а Земфира — не Мадонна». По его мнению, хотя певица и работала над необычным звучанием, альбом не является «особо экспериментальным». Борис Барабанов в газете «Коммерсантъ» также дал положительную оценку альбому. По его словам, пластинка звучит невероятно свежо и Земфира на ней «смело движется наперерез всем форматам». Журналист посчитал работу очень гармоничной: «Альбом Земфиры — это яркий пример музыкального продукта, доведённого до абсолюта, вещи, в которой нет практически ничего случайного ни на уровне идей, ни на уровне исполнения. Полная симметрия. Рядом ставить некого». Максим Семеляк из журнала «Афиша» писал, что пластинка звучит совершенно. «Стоит ей запеть — и самая мысль о неточных аранжировках удаляется, как не разжалованная даже, а пойманная на воровстве прислуга. Её песни практически невозможно испортить — настолько внятен и содержательно совершенен их посыл», — отмечал автор. Александр Горбачёв, подводя итоги музыкального года для интернет-газеты «Грани.ру», назвал «Вендетту» «собранием точнейших, до последнего отзвука отделанных песен о вечном и самом насущном одновременно» и добавил: «Так верно, так умно, так актуально Земфира не звучала ещё никогда».
Сергей Степанов из Rol.ru говорил об альбоме, что «теперь можно не стесняться — и признаться самому себе, что в профессиональном смысле Земфира — не просто самая одарённая из соотечественниц, но величина ранга Кейт Буш или Бьорк, вокалистка от бога и поэтесса от лукавого. Во-вторых, русский рок (или поп, или народ) в последний раз слышал нечто подобное — столь же безупречное, столь же завершённое — в конце 80-х: зрелый „Наутилус“, позднее „Кино“». Он также прокомментировал заявление Земфиры о том, что за данный альбом её возненавидят критики: «Пластинка положительно обязана помирить слушателя с потребителем, хорошего музыкального критика с плохим, а её авторский гонорар — с бюджетами выпускающей компании». Алексей Мажаев в издании «Музыкальная правда» писал, что альбом не имеет прямого действия. «Он открывается постепенно, разными гранями и разными треками. Если вам одни композиции альбома понравились больше других, нет никаких гарантий, что непонравившиеся (вроде бы) в какой-то момент не начнут сами по себе крутиться у вас в голове. Пожалуй, это даже прикольнее, чем дебютник Земфиры, влюблявший в себя сразу и безоговорочно», — отмечал рецензент. Он также написал рецензию в журнале Play, в которой назвал «Вендетту» «возвращением главной певицы» и отметил «стилистическое разнообразие» работы.
Иванов-Ножиков из NewsLab.ru отметил, что альбом получился эклектичным, но в действительности это не имеет никакого значения. По его мнению, «не важно, в какой звук одевает Земфира свои песни, важно, что в них всегда сохраняется тот самый эмоциональный крючок, из-за которого затрёшь и этот альбом до дыр, и будешь отчаянно ждать следующего. Сохранился он и на „Вендетте“. А лучший это её альбом, или не лучший — да какая разница?» Константин Баканов из «Новых известий» дал смешанную оценку альбому, отметив, что здесь акцент был сделан на музыку, которой уделялось больше внимания, нежели текстам. Он пишет, что «стало чуть меньше пресловутых „нервов“, от которых у страны мурашки ползли по коже, а некоторые девушки впадали в транс. Больше лирики. Однако в целом альбом очень успешный. Музыкальное разнообразие, непредсказуемость, „повзрослевшие“ темы… Она осталась независимым музыкантом, но для этого пришлось чуть больше поэкспериментировать, а заодно разогнать два состава собственной группы».
Капитолина Деловая в «Московском комсомольце» дала положительную оценку альбому. В конце статьи журналистка писала: «Напоследок совет для первого прослушивания „Вендетты“. Поставьте этот альбом ночью и в одиночестве — если вы strong. Чтобы не стесняться непроизвольных реакций души». На сайте Apelzin.ru также позитивно описали альбом. В издании, назвав пластинку «постпостмодерном», назвали её шедевральной. На украинском портале Music.com.ua альбом также получил положительные отзывы (9 баллов из 10). На сайте пластинку назвали авангардной, отметив идеальность звучания. «Однажды Александр Васильев, лидер группы „Сплин“, поделился своим рецептом удачной песни — это когда по спине бегают мурашки. В таком случае „Вендетта“ — это целый муравейник. Почти все 15 песен, за исключением, может быть, двух-трёх, втягивают слушателя в магический лабиринт, в котором за каждым поворотом открывается новый и неожиданный ракурс, увлекающий дальше и дальше, заставляющий пройти путь до конца», — так описали пластинку в издании. Дмитрий Безкоровайный из белорусского издания «БелГазета» назвал пластинку смелой работой и дал ей оценку в пять баллов из пяти. По его мнению, с данным альбомом Земфира хоть и потеряет часть своей аудитории, но «определённо приобретёт достаточно новых, которые позволят ей в дальнейшем иметь достаточную творческую свободу. Своего рода оздоровление слушательской аудитории в пользу тех, кому музыка действительно интересна».
На сайте Km.ru представили две рецензии на альбом: женский и мужской взгляд на пластинку. Мужская рецензия получилась смешанной. Отмечалось, что альбом не затягивает в своё пространство, а лишь даёт любоваться песнями со стороны. Позитивно были описаны песни «Итоги», «Прогулка» и композиции, входящие в бонус. Женский взгляд на пластинку вышел позитивным. Были отмечены идеальные интонации и хороший вокал, а также то, что каждую песню можно описать как законченный музыкальный шедевр. Алексей Мунипов в «Известиях» писал, что если предыдущий альбом «Четырнадцать недель тишины» был интровертным и сдержанным, то «„Вендетта“ же гремит петардами хитов, весомых гитарных риффов, привязчивых вокализов — это очень энергичная, весенняя пластинка, полная бесплатных подарков радиостанциям и закатанных в звонкие фонемы искренних чувств. Грустно и легко — так про песни Земфиры всегда можно было сказать, но теперь добавилась и нежность, и восторженность. И ещё какая-то нешуточная жёсткость, которая Земфире очень к лицу».
Светлана Щагина в журнале Fuzz отметила, что альбом можно описать в трёх словах: женственный, взрослый и экспериментальный. «Ноющий блюз, хард-рок и вроде электроника — всё будет восприниматься с благодарным поклоном. Голос и тексты самодостаточно тащат на себе все эти музыкальные „эксперименты“», — писала автор. По мнению редакции того же издания, «Вендетта» превосходила предыдущий альбом и, хотя уступала дебютной пластинке, тем не менее была «самой показательной и определяющей работой» Земфиры, «своеобразным подведением итогов».

### Оценки и мнения известных музыкантов
Билли Новик, лидер группы Billy’s Band, специально для журнала «Огонёк» написал свою рецензию на альбом, где назвал его поворотным моментом для российского рок-н-ролла. Новик отметил уникальную лирику и назвал лучшей строчкой фразу «даже камни куда-то катятся». В целом музыкант рассмотрел работу с двух точек зрения:

Во-первых, я очень рад, что нашёлся кто-то, кто сделал по-настоящему высококачественный и «приподнимающий» альбом. У меня после «Вендетты» сразу возник ряд ассоциаций с западными культовыми певицами: Сюзан Вега, Тори Амос… Если оценивать музыку критически, должен отметить, что мне меньше понравилась в альбоме ро́ковая линия и больше — лирическая. Но, с другой стороны, я понимаю, что альбом сознательно был выстроен на контрастах. Если бы всё было выдержано в одном стиле, это напоминало бы «сборник лучших песен». Земфира же одновременно пустила как бы несколько линий: следом за ударным боевиком следует пронзительная лирическая баллада — ещё и поэтому меня от этой музыки бросает то в жар, то в холод.— Билли Новик
Илья Чёрт назвал альбом в числе своих любимых пластинок. Музыкант описал его так: «Искренность. Сердце по кускам раздать не каждый способен. И это настоящая тоска». Певица Пелагея также назвала его в числе своих любимых. Андрей Макаревич был впечатлён энергетикой «Вендетты»: «И несмотря на то что эта энергетика депрессивная, она настоящая, не высосанная из пальца». Тимур Исмагилов поделился впечатлениями после прослушивания в своём «Дневнике молодого композитора»; он охарактеризовал диск как «взрослый, грустный и гениальный», а также назвал его «выстраданным драгоценным сплавом». Он был в числе тех, кто посетовал на то, что певица отказалась от названия «Нефть», которое, по мнению композитора, имело бы скрытый подтекст.

## Коммерческий успех альбома
«Вендетта» была признана самым продаваемым диском 2005 года среди российских исполнителей и победила в номинации «Отечественный альбом года» на премии «Рекордъ» 2006 года. Во время церемонии награждения Земфира прокомментировала успех пластинки по телефону: «Это первая премия альбому. Но это не оценка творческих достижений, а оценка симпатии. Надеюсь, что компания Real Records наконец-то счастлива. Спасибо моим поклонникам!» Точный тираж не оглашался, но существуют утверждения, что диск был раскуплен в количестве от 250 до 500 тысяч экземпляров. На Timeout.ru сообщили, что его тираж составил около 250 тысяч экземпляров. Forbes приводит цифры в 280 тысяч экземпляров. В газете «Коммерсантъ» утверждалось, что каждая пластинка в номинации «Отечественный альбом года» на премии «Рекордъ» превысила в продажах 500 тысяч экземпляров. В свою очередь, Михаил Марголис в «Известиях» писал, что «Вендетта» стала единственной пластинкой 2005 года, продажи которой превысили 500 тысяч экземпляров.

## Комплектация и оформление

Внутренняя сторона обложки диска

В стандартное издание альбома вошло 13 основных композиций и два бонус-трека. Первый тираж включает стандартную упаковку и упоминание в кредитах, помимо Real Records, также «Первого Музыкального Издательства». Украинское издание аналогично первому российскому тиражу. Второй тираж альбома несколько отличается от первого: убрано упоминание о «Первом Музыкальном Издательстве» и изменён дизайн матрицы диска. Позже было выпущено лимитированное издание диска, куда были добавлены два видеоклипа на песни «Прогулка» и «Блюз». Данное издание распространялось в картонной упаковке (диджипак). Также было выпущено специальное издание с бонус-треками, видеоклипами и расширенным буклетом, содержащим тексты песен. На обложке и в буклете присутствует посвящение: «Звёздочке».
Оформлением дизайна альбома занимался Матвей Евстигнеев (студия Oboz Design Studio). Фотографом выступил Влад Опельянц. На передней обложке изображена фотография, на которой Земфира держит руку на стекле. Поверх идут надписи «Вендетта» (чёрным шрифтом) и «Земфира» (белым шрифтом). Обложка выполнена в серо-чёрно-коричневой гамме. Земфира рассказала в журнале Fuzz, что обложка была сделана буквально перед релизом альбома:

Я не успела заняться оформлением. Мы сделали его, по-моему, за три часа. Предыдущую обложку мы сделали за три месяца. И, глядя на эти две обложки, я понимаю, что разница, в общем, невелика. Мне оформление нормальным показалось. Больше всего мне нравится, как выглядит сама пластинка. Я хотела, чтоб она с другой стороны была тоже чёрной, — есть CD-R, чёрные с обеих сторон. Но, к сожалению, это оказалось невозможным, потому что графит, что ли, неделю въедается в пластик, а мы отдали пластинку на завод за сутки до релиза. А если бы она была с двух сторон чёрная, это был бы просто праздник.— Земфира

## Список композиций
Слова и музыка всех песен — Земфиры Рамазановой.
| №   | Название                          | Длительность |
| --- | --------------------------------- | ------------ |
| 1.  | «Небомореоблака»                  | 3:37         |
| 2.  | «Дыши»                            | 4:10         |
| 3.  | «Итоги»                           | 3:18         |
| 4.  | «Так и оставим»                   | 4:11         |
| 5.  | «Самолёт»                         | 2:27         |
| 6.  | «Дай мне руку (я пожму её)»       | 3:32         |
| 7.  | «Блюз»                            | 3:28         |
| 8.  | «Прогулка»                        | 4:14         |
| 9.  | «Друг»                            | 3:22         |
| 10. | «Жужа»                            | 4:51         |
| 11. | «Малыш»                           | 2:50         |
| 12. | «Повесица»                        | 3:48         |
| 13. | «Красота»                         | 3:11         |
| 14. | «Разные (все такие)» (бонус-трек) | 2:56         |
| 15. | «Jim Beam (Уфа '97)» (бонус-трек) | 2:23         |

## Участники записи
- Земфира — вокал, Moog (дорожка 2), Piano (дорожка 5), Hammond E5 (дорожка 6), Rhodes (дорожка 7), акустическая гитара (дорожка 10), программинг (дорожки 9, 10, 14, 15), Yamaha strings (дорожка 10), клавишные (дорожка 14), гитара (дорожка 15).
- Олег Пунгин — барабаны (дорожки 1, 2, 6, 11, 12)
- Корней — бас-гитара (дорожки 1—4, 6, 7, 11, 12, 14), гитара (дорожки 2—7, 9—12, 14), меллотрон (дорожки 3 и 10), программинг (дорожки 3, 5, 9, 10), VST-бас (дорожка 10).
- Юрий Цалер — гитара (дорожки 1, 11, 12)
- Большаков — инженер (дорожки 1, 2, 5—7, 10—12, 14), мастеринг
- Денис Юровский — ассистент инженера (дорожки 1, 2, 5—7, 10—12, 14)
- Влад Креймер — программинг (дорожка 3)
- Валерий Черкесов — инженер сведения (дорожка 3), сведение (дорожки 11 и 13)
- Олег Белов — фортепиано (дорожки 4 и 13)
- Игорь Вдовин — аранжировка (дорожки 4, 8, 13), программинг (дорожки 4, 8, 9, 13)
- Борис Истомин — запись (дорожки 4, 8, 13), сведение (дорожки 4, 8), техническая поддержка (дорожки 4, 8)
- Александр Левичкин — техническая поддержка (дорожки 4 и 8)
- Валентина Борисова — арфа (дорожка 5)
- Хэн — барабаны (дорожка 7)
- Иван Фармаковский — Hammond E5 (дорожка 7)
- Александр Дедковский — труба (дорожка 12)
- Владимир Юнович — струнные (дорожка 13)
- Владимир Скрипаков — директор
- Влад Опельянц — фото
- Матвей Евстигнеев — дизайн

Дорожки 1, 2, 6, 7, 11, 12 записаны на студии «Студия МГСУ»

## Награды и номинации
| Год  | Награда                 | Номинированная работа | Категория                 | Результат |
| ---- | ----------------------- | --------------------- | ------------------------- | --------- |
| 2005 | MTV Russia Music Awards | «Блюз», «Прогулка»    | Лучшая исполнительница    | Номинация |
| 2005 | MTV Russia Music Awards | «Прогулка»            | Лучшая композиция         | Номинация |
| 2005 | MTV Russia Music Awards | «Блюз», «Прогулка»    | Лучший рок-проект         | Номинация |
| 2005 | MTV Russia Music Awards | «Прогулка», «Блюз»    | Лучший артист             | Номинация |
| 2005 | MTV Russia Music Awards | «Блюз»                | Лучшее видео              | Победа    |
| 2005 | Премия Fuzz             | «Прогулка»            | Лучший видеоклип          | Номинация |
| 2006 | Премия Fuzz             | «Блюз»                | Лучший видеоклип          | Номинация |
| 2006 | Премия Fuzz             | «Итоги»               | Лучшая песня              | Номинация |
| 2006 | Премия Fuzz             | «Вендетта»            | Лучший альбом             | Номинация |
| 2006 | Рекордъ                 | «Вендетта»            | Отечественный альбом года | Победа    |
| 2006 | Премия Муз-ТВ           | «Вендетта»            | Лучший альбом             | Номинация |